# بيرو (نيويورك)
بيرو (بالإنجليزية: Peru, New York)‏ هي بلدة أمريكية تقع في الولايات المتحدة في مقاطعة كلينتون، نيويورك. يقدر عدد سكانها بـ 6,998 نسمة ومساحتها 239.3 كم2 وترتفع عن سطح البحر 133 متر.